# 舊金山灣區捷運
舊金山灣區捷運（英語：Bay Area Rapid Transit，縮寫為BART）是舊金山灣區的捷運系統，截至目前共有131英里（211）的線路串起灣區內各個城市，包括舊金山、戴利城、奧克蘭、柏克萊、康特拉科斯塔縣、聖馬刁郡等。此外，尚有舊金山國際機場的舊金山國際機場-密爾布瑞線、奧克蘭國際機場的奧克蘭機場線，以及長達10英里（16）、連接康特拉科斯塔縣中心與安條克的、柴油驅動的東康郡延長線。1957年，捷運的承運單位舊金山灣區捷運局成立，隨後車站與線路在1972年至1974年間陸續投入服務。在2019年，灣區捷運的周客流量達到41.1萬人次，年客流量達到1億1800萬人次。目前，捷運局正考慮延長地鐵線路至聖荷西的矽谷，且於2020年6月13日開放位於聖克拉拉縣的米爾皮塔斯和貝里埃薩／北聖何塞兩站投入運營並與聖克拉拉谷交通局合作。

## 今日的灣區捷運
| 2005年統計資料                              | 2005年統計資料 |
| ------------------------------------------- | -------------- |
| 車輛數目                                    | 680            |
| 系統造價（建造時）                          | $16億美金      |
| 系統價值（2004年）                          | $150億美金     |
| 每小時載客量                                | 15,000         |
| 單日最大載客量                              | 360,000        |
| 上班日平均載客量                            | 310,717        |
| 全年車資收入                                | $2億3365萬美金 |
| 全年支出                                    | $5億8181萬美金 |
| 全年營收（虧損）                            | ($3億美金)     |
| 每單位乘客每哩造價 Rail cost/passenger mile | 美金32.3分     |

### 设施細節
灣區捷運线路總長為131英里（211），其中地下段有28英里（45），高架段有32英里（51），設有50座車站。地铁主线使用宽為5.5英尺（1.676）的无砟“印度”寬軌。採用寬軌是為了提供更高的穩定性（部分因為計畫中的金門大橋路線），使得由鋁與玻璃纖維製成的輕質列車能更平穩地行駛，另外也包括了政治層面與經濟層面的考量。然而这个特殊的轨距和特制的轨道也加重了维护的成本，因为列车需要特别定制车轮、动力和制动系统。

全线最大爬坡是4%，最小转弯半径是394英尺（120）。

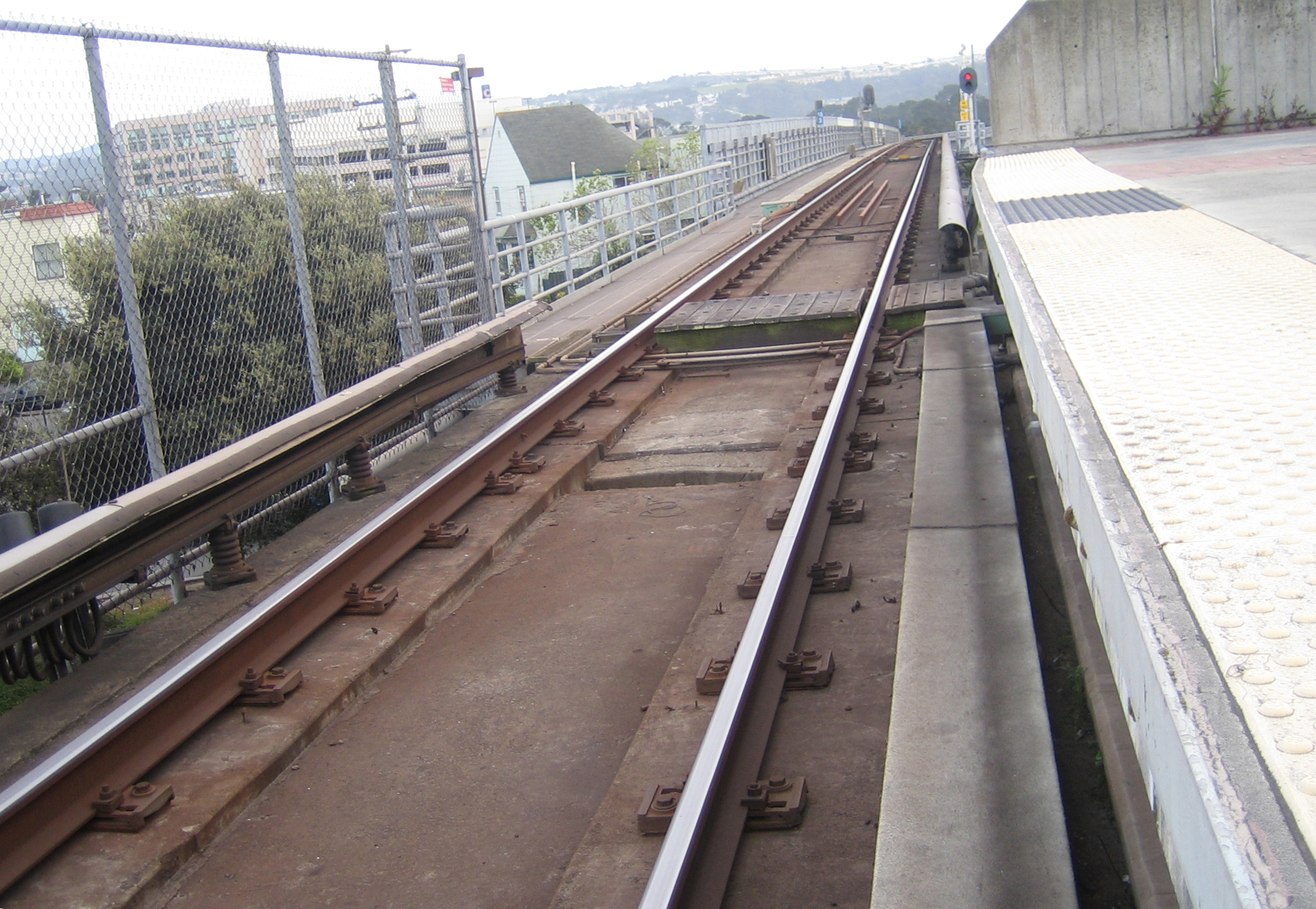
第三轨在站台区间的位置是不同的。轨道右侧是紧急逃生通道，另一侧才是带电的第三轨。

主线由直流電1000伏特的第三軌提供动力。在島式月台的車站，帶電軌是位於路軌的右方，而側式月台的車站則在左方。同時，站台上亦貼有大量告示，以警告乘客远离第三轨。另外，竞技场-奥克兰国际机场线则使用自动导轨系统和DCC公司的高架缆车，而匹兹堡/湾角站以东的延长线则采用标准轨距和柴联车。
列車车厢宽10.5英尺（3.2），编组最短4個車廂，而最長可達10車，长达710英尺（220）。这个长度使其成为全美国最长的地铁，甚至还略微超出了站台的长度。
列車最高營運速度為70英里每小時（110每小時），海湾隧道内还允许80英里每小時（130每小時）的高速，
而全線之平均車速為33英里每小時（53每小時）（含每站20秒停車時間）。

### 路線与服务
舊金山灣區捷運目前有6條已命名且相互連接的重型鐵路線路和一條單獨的自動導軌線路提供運營服務。除貝里埃薩／北聖何塞-里奇蒙線和兩條機場接駁線外，其他路線均行經跨灣隧道，並在舊金山市中心的市場街地鐵隧道內與舊金山輕軌共線（上層：舊金山輕軌；下層：BART）。所有線路在工作日都運營直到下午高峰時間結束；但傍晚（晚上7點以後），晚上（晚上9點以後）和星期天只有三條線路加上兩條機場接駁線提供運營服務。其中三條線路會在特定時間調整終點站，以便在所有運營時間內為所有捷運車站提供服務。
BART的各條路線以位於兩端的終點站命名，例如：「里奇蒙－密爾布瑞線」（"Richmond - Millbrae Line"）。因此，每次路線延伸後，其名稱都要作出相應更改。雖然過往十多年來，每條路線於路線圖上的代表顔色一直保持不變，但營運當局仍無意以顔色來命名路線，在文件上僅以括號標記。
而於日常生活中，列車通常以行駛方向的終點站作識別，如“（往）里奇蒙列車”。西行列車在橫過舊金山灣前，或者東行列車駛進舊金山前，車上的電子告示牌都會在目的地一欄中加上「舊金山」的字樣；前往舊金山國際機場的列車則會加上「SFO Airport」（或「SFO」）的字樣。原先BART亦經營由競技場站至奧克蘭國際機場的接駁巴士；2014年11月22日起，由新建的橡色線競技場－奧克蘭國際機場線取代。

#### 目前路線
時至2020年6月13日灣區捷運向南延伸至位於聖何塞北部的貝里埃薩／北聖何塞站，BART的行駛路線如下：
| 線路名 | 首次開通運營   | 運營區間                                            | 運營時間備註                                                             |
| ------ | -------------- | --------------------------------------------------- | ------------------------------------------------------------------------ |
| 橙线   | 1972年9月11日  | R區間，K區間，A區間，S區間                          |                                                                          |
| 黄线   | 1973年5月21日  | C區間，K區間，M區間，W區間，Y區間，eBART            | 匹茲堡/灣角站到安條克站區間運用DMU技術。                                 |
| 绿线   | 1974年11月16日 | S區間，A區間，M區間                                 | 夜間及周日停止運營。                                                     |
| 红线   | 1976年4月19日  | R區間，K區間，M區間，W區間                          | 夜間及周日停止運營。工作日終點站設在密爾布瑞站，周六終點站設在戴利城站。 |
| 蓝线   | 1997年5月10日  | L區間，A區間，M區間                                 | 周日一些班次終點站設在蒙格馬利街站。                                     |
| 米色线 | 2014年11月22日 | 與其他捷運鐵路分開的高架自動化導軌交通線（H區間）。 |                                                                          |

主线由以下几部分，由字母标注的区间构成：
| 区间  | 起点                                     | 开始运营                                                                                             | 路权 |
| ----- | ---------------------------------------- | --- | --- |
| A区间 | 奥克兰三角线至费利蒙站                   | 1972年9月11日                                                                                        | Former Western Pacific Railroad right-of-way (UP Oakland Subdivision), tunnel near the Oakland Wye                                                            |
| C区间 | 洛克里奇站至匹兹堡/湾角站                | 1973年5月21日（至康科德站） 1995年12月16日延长至北康科德/马蒂内兹站 1996年12月7日延长至匹兹堡/湾角站 | SR 24 median, Berkeley Hills Tunnel, former Sacramento Northern Railroad right-of-way, SR 4 median                                                            |
| K区间 | 奥克兰三角线至洛克里奇站                 | 1972年9月11日（至麦克阿瑟站） 1973年5月21日延长至洛克里奇站                                          | Tunnel under Broadway, SR 24 median |
| L区间 | 湾区市场站至都柏林/普雷森顿站            | 1997年5月10日                                                                                        | Median of I-238, median of I-580 |
| M区间 | 奥克兰三角线至戴利城停车场（科马站以北） | 1972年9月11日                                                                                        | Elevated above 5th Street and 7th Street, Transbay Tube, tunnel under Market Street and Mission Street, former Southern Pacific Railroad right-of-way (SF&SJ) |
| R区间 | 麦克阿瑟站至里奇蒙站                     | 1973年1月29日                                                                                        | Elevated above Martin Luther King Jr. Way, tunnel under Adeline Street and Shattuck Avenue, former Atchison, Topeka and Santa Fe Railway right-of-way         |
| S区间 | 费利蒙站至貝里埃薩／北聖何塞站           | 2017年5月25日至温泉/费利蒙南站 2020年6月13日至貝里埃薩／北聖何塞站                                   | Tunnel under Fremont Central Park, former Union Pacific right-of-way                                                                                          |
| W区间 | 戴利城至密尔布瑞站                       | 1996年2月24日（至科马站） 2003年6月22日延长至密尔布瑞                                                | Former Southern Pacific Railroad right-of-way (SF&SJ), shared Caltrain right-of-way                                                                           |
| Y区间 | W区间至旧金山国际机场                    | 2003年6月22日                                                                                        | Elevated wye into San Francisco International Airport |

#### 已取消路線
1996年時，在核桃溪的680號州際公路和24號加州州道交會的交流道進行大幅整修，BART加開由康科德站至南海沃德站的區間車。整修完畢之後即停駛。
2009年9月14日起路線再次變更，減少戴利城以南離峰時間（週間夜間7時之後及週末）的班次，由原本的15分鐘一班拉長至20分鐘，以節省開支。都柏林/普萊森頓－密爾布瑞線改行駛至戴利城止；達利市至密爾布瑞的夜間班次則由匹茲堡/灣點－舊金山國際機場線向南延伸至密爾布瑞取代，如此夜間和週末時在戴利城以南僅有一個路線營運。此安排的優點是夜間及週末抵達舊金山國際機場的旅客可直達密爾布瑞銜接加州通勤火車往南灣，但週間日間仍需轉車。

### 管理
灣區捷運局是一個特殊政府機構，為加利福尼亞州的阿拉梅達縣、康特拉科斯塔縣與舊金山縣共同創立，由一個委員會負責管理，委員會由九位分別代表舊金山灣區各地區的代表所組成。此外，舊金山灣區捷運系統擁有自己的警察系統。
雖然委員會的成員來自管轄範圍內所有城市及地區，但灣區捷運在部分城市並沒有設置車站。這使得部份需付出捷運稅但沒有設置車站的城市不滿，例如利佛摩。此外，費利蒙的多數居民都需要通勤到聖荷西，但灣區捷運目前並沒有營運到聖何西 ，因此當地多數通勤者並無法使用其服務；這也使得灣區捷運局提出了延伸到聖何西的計畫。
另一方面，部分地區與灣區捷運車站的距離頗為接近，可以經由巴士或開車抵達最近的車站；例如愛莫利維爾雖然沒有捷運車站，但是有免費的Emery-Go-Round接駁系統，可以將居民送往鄰近的麥克阿瑟站，在都柏林／普萊森頓站則有接駁巴士通往聖拉蒙、莫德斯托和阿尔塔蒙特走廊特快普萊森頓站。對於想要開車的乘客，許多車站也設有各種停車的選擇。

### 造價及預算
連同首期系統及跨灣隧道，灣區捷運的首期建造費用為16億美金，考慮通貨膨脹因素後，相當於2004年的150億美金。
在2005年，灣區捷運在車資營收以外，還需要將近3億美金的補助。所有支出的其中37%用於維持，29%用於運輸營運，24%用於管理，8%用於安全系統，4%用於建築工程。
2005年的預算來源中，53%的預算來自車資營收，32%來自稅收，15%來自其他收入，包括廣告、出租車站空間及停車場收入。灣區捷運的車資營收比為53%，在包含長距離及高使用率的全美公共運輸系統中屬於非常高的比例，因此常被拿來與鄰近的加州通勤火車比較，並討論是否將灣區捷運延伸到整個舊金山灣區。

### 收費
灣區捷運的收費與其他通勤鐵路系統相若；與其他城市軌道交通系統相比則較高（尤其是長途車程）。收費多少視乎車程長短和車速。乘客若前往三藩市國際機場，途經海灣隧道或聖馬特奥縣則會被徵收附加費（聖馬特奥縣並非灣區捷運成員之一）。
儲值車票多年來一直是紙製，儲值額則儲存在票上一條磁帶。乘客每次出閘時，閘口會在卡上印出剩餘儲值額。旅客亦可使用EZRider進出車站與繳交各車站所附停車場的停車費。灣區捷運並不提供一日券或一週券，除了老殘學生優待票之外，唯一的折扣票是購買45美元或60美元的高額儲值票，這二種儲值票享有6.25%的折扣，意即票中儲有48美元或64美元。EZRider亦提供相同優惠，但EZRider必須與信用卡聯結，當EZRider卡中餘額不足十美元時，BART會自動向信用卡收取45美元並儲值48美元至EZRider卡。2010年12月22日起，EZRider停止使用，被整合灣區各交通系統的路路通取代。

## 歷史

### 起源與計畫

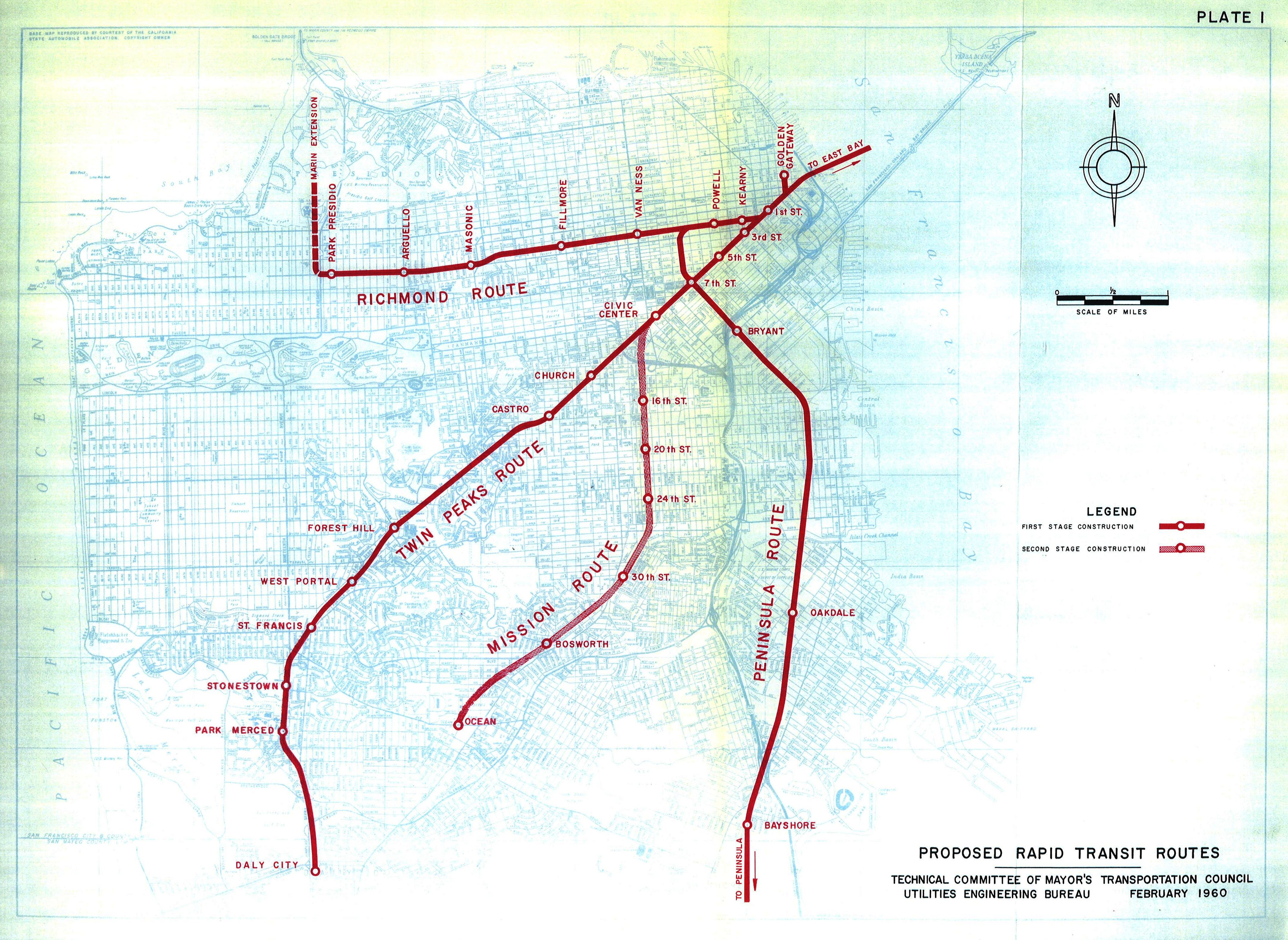
富有前瞻性的、对旧金山市内地铁系统的规划图。湾区地铁系统被设计为现有铁路的替代品和新区域铁路系统的整合。这幅1960年的图包括了加州铁路和双峰隧道（现用于旧金山城市铁路）的线路，以及吉里街和使命街区间（此图中被缩短至巴尔波亚公园站）。

早在1900年左右，过海铁路隧道的构想就已经被法蘭西·波拉克斯·史密斯先生提出了——他在旧金山时报的头版专门写了一篇社论，提议建设电气化铁路。到了20世纪10年代，另有计划提出，在市场街地下，建立一条由第三轨驱动的地铁。.现在湾区捷运涵盖的区域，曾经都由市内有轨电车和城际列车构成的、名为关键系统的铁路网络运营着，这个20世纪早期的系统还使用过旧金山-奥克兰海湾大桥的下层提供定期的过海服务。然而这个系统不敌汽车和公共汽车的竞争，还有高速公路的急速发展，于是在1958年4月20日它停止了服务，不久后又被拆除。

湾区捷运局(BARTD)的标志，由临近的5个县于1958年批准

湾区的商业领袖们意识到战后的移民潮带来的人口增长和地区日益恶化的拥堵情况，在1946年提出了现今地铁系统的方案。同时，一个陆军与海军的联合部队认为，需要尽快加建一条过海通道，最好是隧道，来缓解旧金山-奥克兰海湾大桥的通行压力。然而真正关于今天地铁系统的规划一直到50年代才提出。1951年，加州议会建立了旧金山湾区地铁系统委员会（San Francisco Bay Area Rapid Transit Commission），来研究湾区长期的交通需求。委员会于1957年发表了最终报告，指出缓解湾区交通压力最划算的方案是建立一个相关部门，负责连接市区和市郊的高速地铁系统的建造和运营。，其中共有九個縣被列入此計劃中。
根據此報告，舊金山灣區捷運管理局於1957年由加利福尼亞州州議會批准成立，成立時的成員包括了阿拉梅達縣、康特拉科斯塔縣、馬林縣、舊金山縣及聖馬特奥县。聖塔克拉拉縣当时正致力于建立本县自己的高速公路系统，被排除在最初興建範圍之外，但已計畫提供服務至帕羅奧多及費利蒙。1959年，州议会通过了新的法案，用旧金山-奥克兰海湾大桥的路桥费盈余来支付成本中占比较大的建造海湾隧道的成本。
1961年，新系统规划的终稿被交到了由五个县组成的理事会的手里。这个规划中有三条线下穿旧金山湾，并连接东部的康科德、东北部的里奇蒙、和东南部的费利蒙；此外，还有位于金门的、连接西北部诺瓦托和旧金山的跨海隧道，以及起始于帕罗奥图、在旧金山半岛上的支线。但是，圣马刁县却于1962年4月时，退出了地铁计划，因为他们担心高昂的建造成本，和聖馬刁線將來自聖塔克拉拉縣的消費者带去舊金山市區消費，而減少縣內商店的收入，加上已经有南太平洋运输公司线路（加州通勤火車前身）。于是，线路的最南端就止步于戴利城了。马林县也在之后的5月，因为金门大桥董事会的反对，和担心县内的债券无法顺利发行（需要6成以上选选举人同意），退出了管理局。两县的退出导致了吉里区间被撤销，最后规划终于在1962年9月由剩下三县的选举人投票通过。

### 最初的系统(1964–76)

#### 初期建設

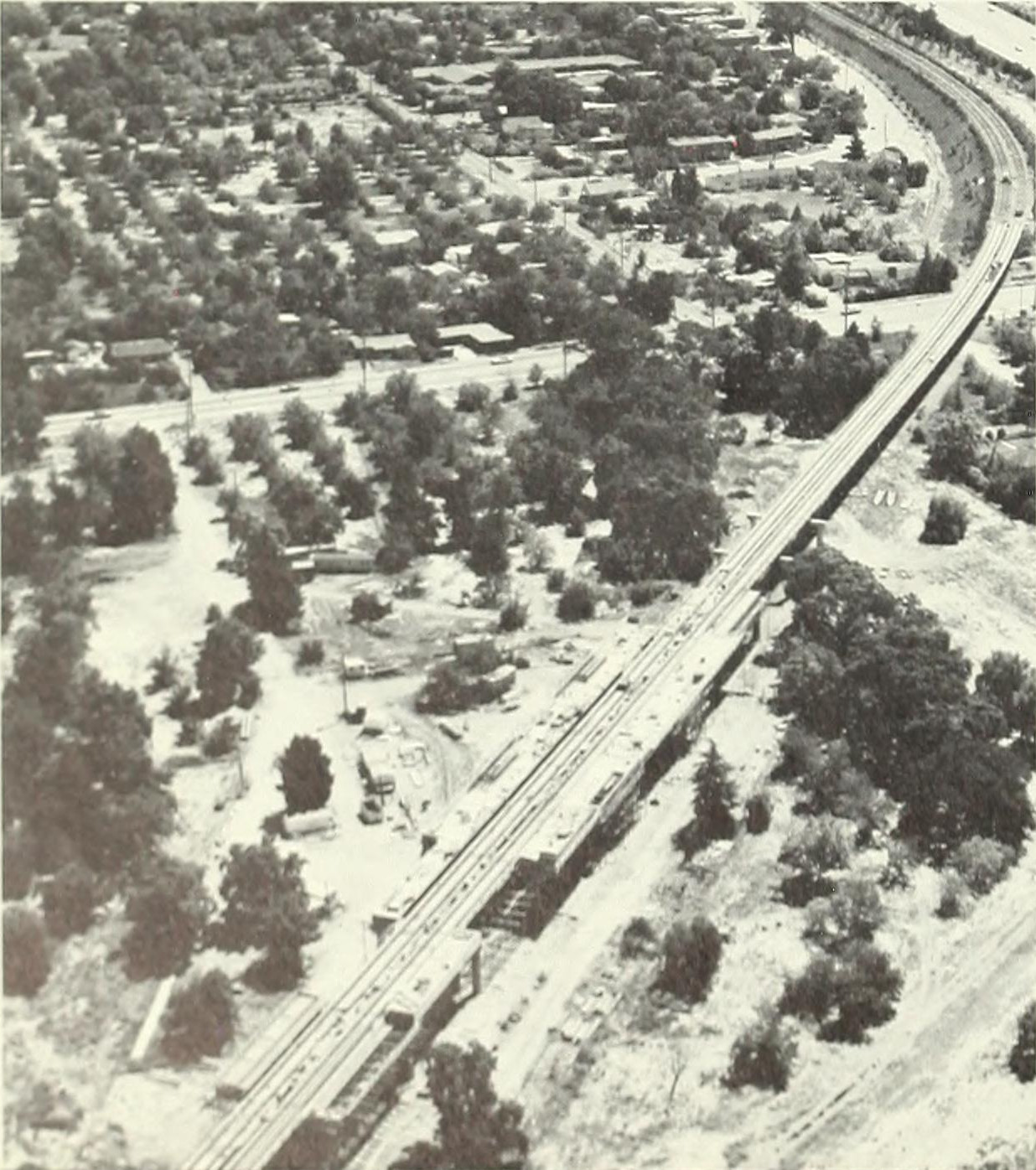
1970年，正在施工的普莱森特山站

灣區捷運於1964年6月19日動工，由當時的美國總統林登·约翰逊，在康特拉科斯塔縣的康科德及核桃溪之間的測試軌4.4英里（7.1）處進行動工儀式。
整體工程包括了建造3个在奥克兰繁华的市中心、3个（后增加至4个）在旧金山车水马龙的市场街、4个旧金山郊区地下、以及3个在伯克利的半地下的地铁站，还有於奧克蘭及舊金山之間、舊金山灣海底、長達3.6英里（5.8）的海灣隧道和穿越柏克萊丘的3.5英里（5.6）隧道，以及整个系统的保养设施。这庞大的工作量一度令人望而却步。
捷运建造时，为了保证独立路权，使用了高速路之间的隔离带，也建造了多条平行轨道。

#### 开始營運

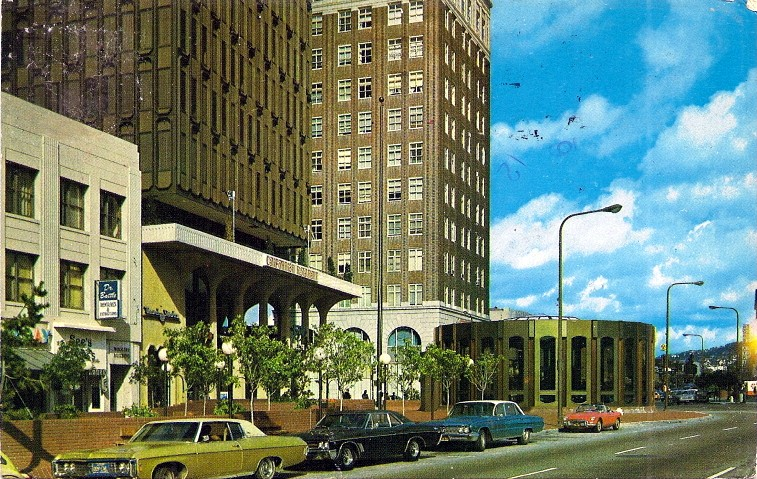
伯克利站的入口（右下角），摄于1973年，此站刚开通不久后

地铁於1972年9月11日開始提供正式載客營運，最初的线路只有麦克阿瑟站到费力蒙站的区间，开通的头五天内客流量就超过了10万人次，美國總統理查·尼克森亦於1972年9月27日搭乘此捷運。随后市场街地铁系统于1973年9月3日开通，跨湾隧道也於1974年9月16日開始使用。最初系統共有四條線路，分別延伸至達利市、康科德、列治文及費利蒙，而達利市至列治文和费利蒙的直达服务却迟迟没有开通。
在刚开通的1976年时，客流量是4.4万人次，远低于预计的15.7万。当时的服务依然是每日14小时。在最初的5年内地铁只在工作日提供服务，周六的服务于1977年9月开始，而周日的则于1978年7月开始。1972-1974年间的票价是：从西岸到康科德1.20美元，到费利蒙1.25美元，而从里奇蒙到费利蒙则是1.10美元。

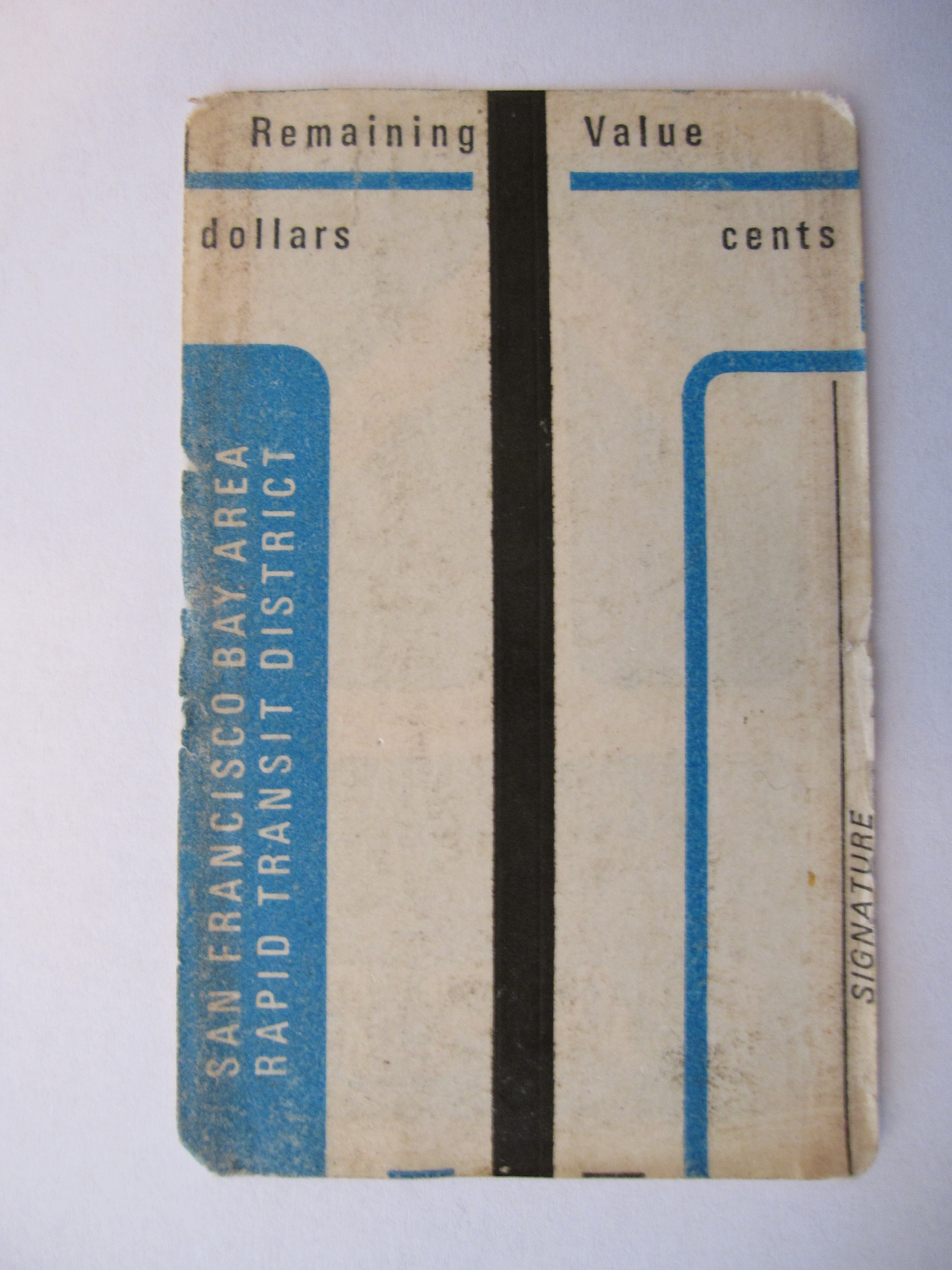
早期带有磁条的纸质车票

新开通的湾区地铁被视为地铁科技的巨大进步，然而对于地铁安全性和高昂成本的质疑也慢慢出现了。1976年时地铁的成本，包括最初线路、列车、和跨湾隧道，达到了15.86亿美元（相当于2024年的119億美元）。当时有批评指出地铁系统在建造的40年间花销太高。

#### 增加車站
内河码头站于1976年5月27日投入使用，比旧金山的其他站晚了三年，因为此站并不在最初的计划内。由于市场街的不断发展，工程师在建造地铁时预留了此站的基本结构。 

#### 自动化

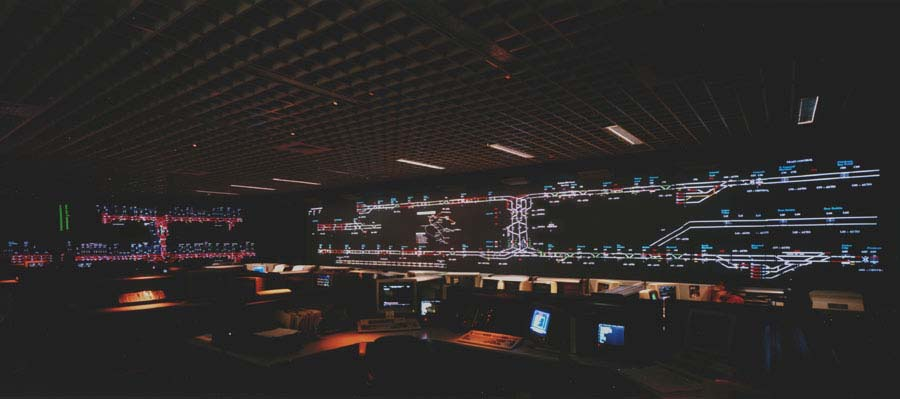
湾区捷运系统运营中心，美丽湖站附近。

湾区地铁是美国最早使用列车自动控制系统的铁路系统。列车的线路规划、发车、以及时刻表的调整都是由一系列计算机完成，辅以控制中心(OCC)内调度员的监控。正常情况下，列车的车距和速度都由计算机控制，工作人员只需发表通告、停运后清理站台、监控轨道状况，如果有突发情况，列车才会被手动控制，以低速行驶。作为第一代，这个自动系统在运营初期的几年里饱受故障的困扰。
最早的信号系统和后来的维护是由西屋公司开发的。运营初期，由于轨道上过低的电压（0.6伏，低于行业标准的15伏）和轨道上的露水，经常出现“幽灵列车”（系统认为有列车在区间内，实际却没有），而实际的列车有时又消失在屏幕上的情况。因此，当时列车只能手动以25英里每小時（40每小時）的速度行驶。虽然问题很快被解决，然而人工闭塞——由调度员在前方站台上，通过电话和信号灯，在前方列车离站后才下达放行命令的制度——依然持续了很多年。这引起了媒体极大的不满，以及西屋公司和湾区地铁多年的诉讼拉锯战，还有管理局、州政府、美国政府之间的争执，好在问题很快解决，地铁的稳定性也提高了。“幽灵列车”的情况一直到2007年都还有出现，虽然能很快被排除，但还是会导致列车降级为手动模式，并造成阻塞。另外，车票系统也存在安全性问题，区区大学内的设备就能入侵，不过后来漏洞都被修复了。
列车调度曾经在中央控制室内完成，后来这个控制室升级为运营控制中心(OCC)，坐落于奥克兰的Kaiser Center。

#### 故障与困境
在地铁开始运营前，列车自动控制系统就被发现有致命的设计缺陷和操作漏洞。有三位工程师在1969-1971年间发现了这个问题，并提交给了管理局，然而管理局对此不屑一顾，于是他们将情况反馈给了董事会，却只得到了两位成员的支持。随后管理层在1972年3月报复性地解雇了这三位工程师。IEEE在得知此事后，发表了自成立以来的第一份法律文书，以支持三人的主张。美国国家专业工程师协会加州分会在1972年6月也向加州参议会提交了报告，指出了控制系统里有多个严重的漏洞。立法分析师A. Alan Post立刻展开调查，并邀请了加州大学伯克利分校的比尔·瓦腾伯格教授担任顾问。
这些漏洞在随后的一场事故中得到了体现。
- 1972年10月2日，地铁刚开通了不到1个月，控制系统的失灵导致了一辆列车在抵达当时的终点站费利蒙站后，不仅没能安全停下，甚至还冲下高架桥，砸在了地面上，造成4名乘客受伤。[36][36][36][37][37]

列车的运营由管理层监督着：
（湾区捷运总经理）斯托克先生正在位于奥克兰的总部，向参观的交通委员会成员展示这个航天时代的控制系统（于1972年10月2日）。“请看，”他说，“这是前往费利蒙站的列车”。然而屏幕上的亮点在经过车站后却消失了。“我掉进了一个停车场！”驾驶员通过广播喊道。
这场“费利蒙惊魂”引起了全国的关注。加州参议会、加州公共设施委员会、和NTSB都分别展开了多次调查。之后，PUC开始严格监督地铁的运营，并派出州政府的工作组入驻运营中心。Post先生立法分析师在1972年11月发表了第一份报告，对湾区捷运“措辞犀利”地指出，当前的控制系统并不可靠、项目也存在管理问题，而且也“缺乏改进措施”。斯托克先生对报告中的指控表示“不仅很失望，而且完全无法接受”，但同时，管理层也认为自动控制系统“不能可靠地侦测行进列车前方静止的列车”，于是自动控制被搁置，改用电话闭塞。立法分析师在1974年3月认为湾区地铁“管理层和董事会都缺乏目标和管理”。州议会在同年也就湾区地铁的财务管理问题举行了为期一个月的听证会。听证会上，Post先生建议解除总经理的职务，议员们也以冻结对管理局的拨款来施压。最终总经理于5月被迫辞职，几位经理也被撤换。州议员接着撤换了之前指派的所有董事会成员，并改以投票选出新的董事会。调度问题和管理层变动使旧金山的区间延迟到了1974年才开通。1978年，被解雇的三位工程师得到了IEEE道德上的嘉奖。这场事件后来成为了工程师职业道德课程的案例之一。
- 1979年1月，一輛正在通過過海灣隧道的電車發生電氣火災，造成一名消防隊員死亡，捷運系統因此暫停服務兩月。比起現在，當時的電車更容易燃燒；從此事件起，灣區捷運定期舉行消防演習，電車內座椅並改用耐燃燒的材質。

### 1989年地震
1989年10月17日，旧金山南部、聖塔克魯茲附近的洛馬普里塔峰地下发生地震，造成舊金山的多數高速公路嚴重受損，而灣區捷運系統具有防震的設計；地震後六個小時，灣區捷運的列車開始恢復營運，次日凌晨5点便恢复了正常时刻表，成為舊金山灣區內唯一可以跨越多數地區的運輸系統。虽然在後續的餘震中，營運仍然需要暫停數小時，直到以人力確認所有軌道及各隧道的狀況後，才能恢復營運，但地铁依然保持着24小时的服务到同年12月3日。

### 延长至旧金山机场

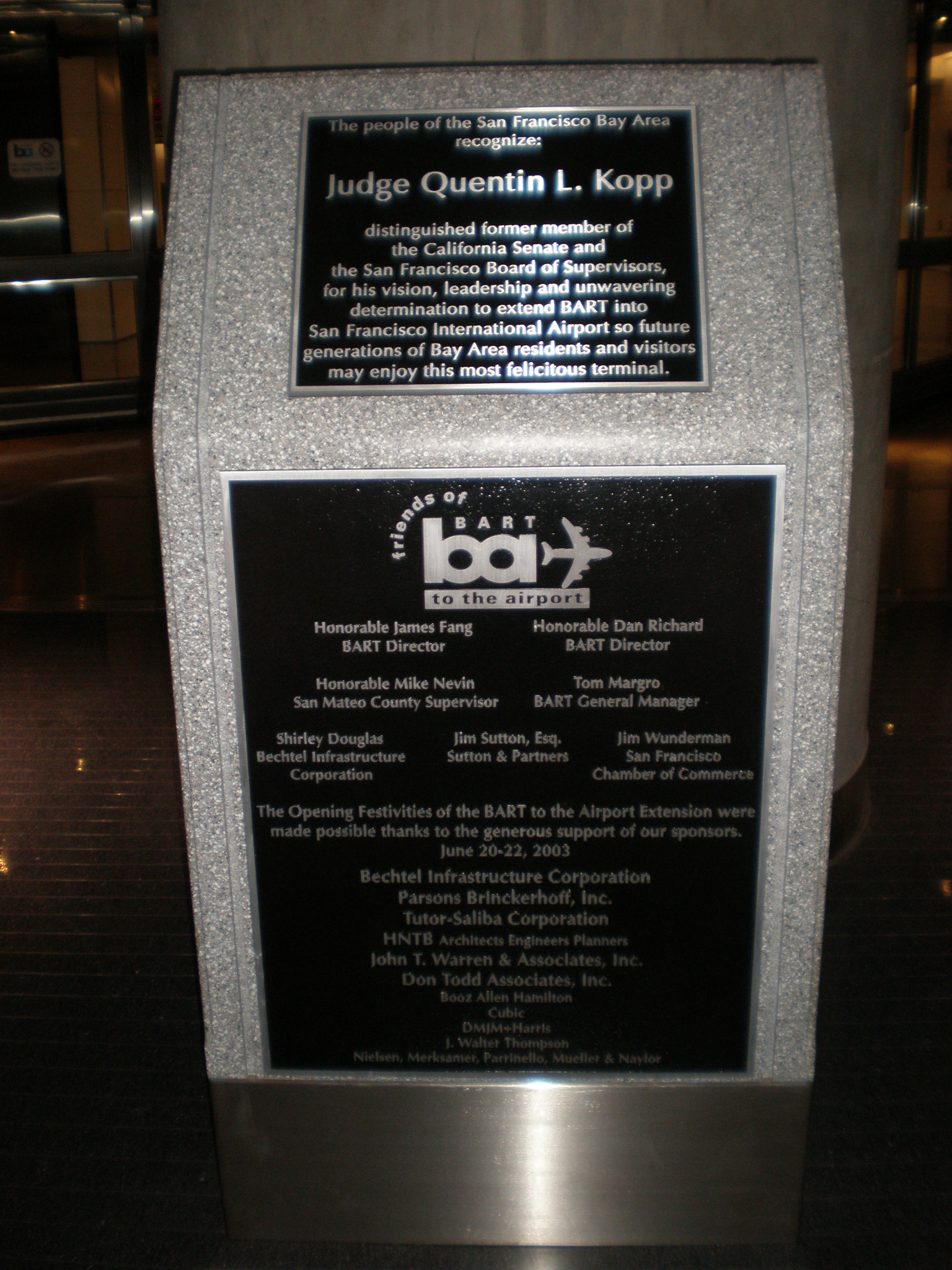
旧金山机场站的纪念牌匾

早在1984年，向旧金山南部延长的计划就已经在研究中了，第一步就是戴利城的袋狀軌工程，基于这个结构，线路在后来延申至旧金山机场站。在一度退出灣區捷運系統的聖馬刁縣願意以“购入”的方式（而不是正式加入）提供2億美金（考虑通胀后的4.13億美元）後，系統延伸到舊金山灣區的東邊的構想出現契機。
北康科德延伸線共分兩階段開通，先於1995年12月16日通至北康科德／馬丁尼茲站，一年後的1996年12月7日，全線通至匹茲堡/灣角站。戴利市站至科尔馬站路段於1996年2月24日通車。1997年3月10日，從卡斯楚谷站至都柏林/普萊森頓站的延伸線通車。
灣區捷運系統的公會曾於1997年罷工六天，造成嚴重的不便；2001年的勞資談判中，工會贏得了分為四年增加24%薪資以及津貼的協議。另一次的罷工威脅發生於2005年7月6日，勞資雙方直到最後幾分鐘才獲得協議。2009年，由於系統即將面臨約三億一千萬美元的虧損，管理當局提出減薪計畫以達成四年內精簡一億美元人事成本的目標，BART第二大工會ATU（Amalgamated Transit Union）為表達不滿（主要是工作時數規定而非薪資），宣佈自同年8月17日零時起發動罷工，雙方在開始前六小時達成初步協議，罷工因而取消，灣區民眾也避免了又一次的交通噩夢。

## 未來計畫
灣區捷運局目前有数個延伸提议：
1. 費利蒙南延線：由費利蒙站向南經聖荷西國際機場至聖塔克拉拉的加州通勤火車。費利蒙站至溫泉／南費利蒙站（Warm Springs/South Fremont）已於2017年完工並通車，後續可能在其中增加爾文頓站（Irvington）[56]。溫泉／南費利蒙站往南延伸至米爾皮塔斯和聖何塞貝里埃薩地區已于2020年6月13日通车。
2. 都柏林／普萊森頓東延線：由都柏林／普萊森頓站向東延伸至利佛摩[57]。

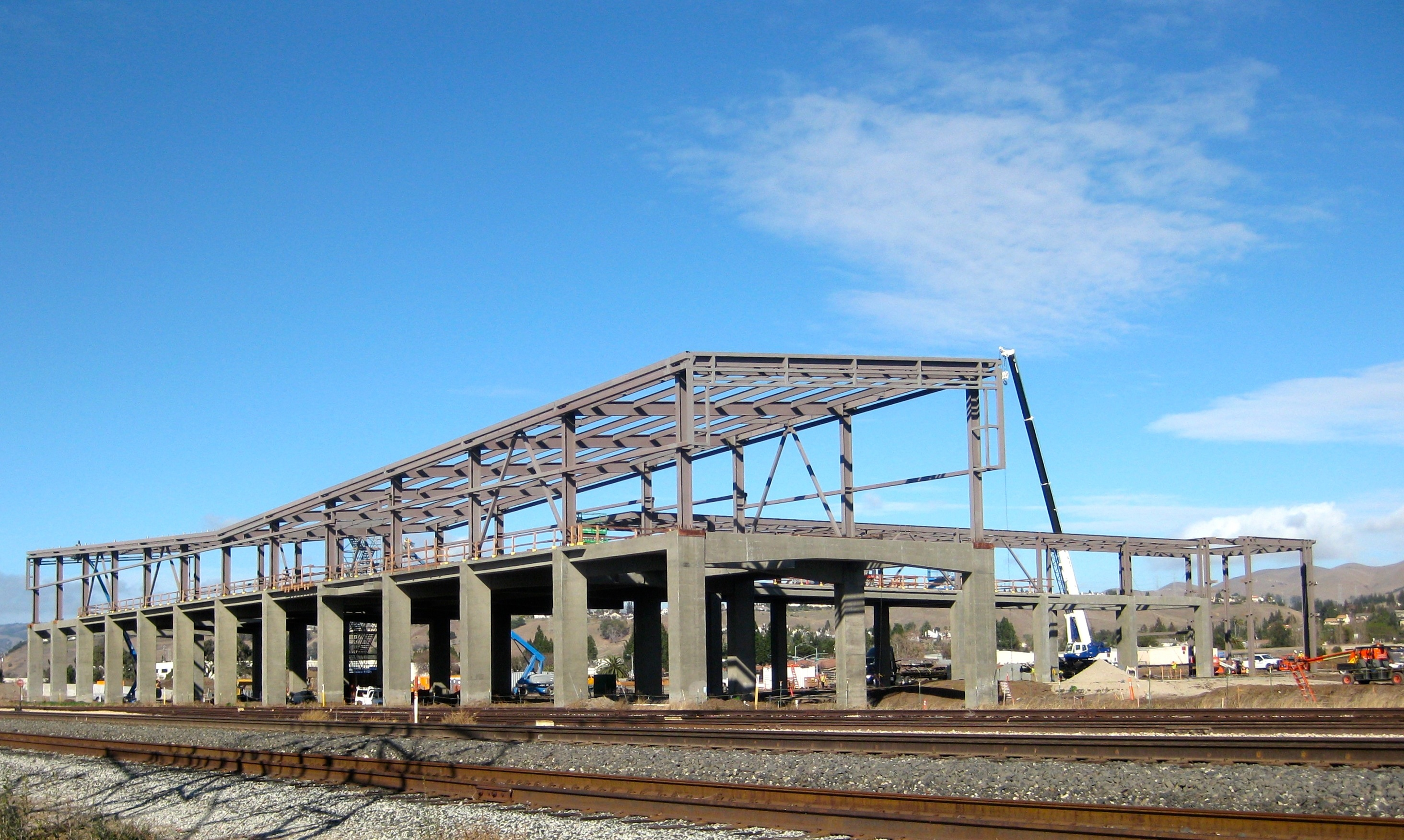
正在施工的温泉/费利蒙南站，摄于2014年1月

## 外部連結
- 舊金山灣區捷運系統官方網站 （页面存档备份，存于） （英文）
  - 繁體中文 （页面存档备份，存于） （中文）
  - QuickPlanner for Palm and Pocket PC，舊金山灣區捷運系統官方網站提供 (map and schedules)
  - QuickPlanner for iPod，舊金山灣區捷運系統官方網站提供(map and schedules)
  - iSubwayMaps.com iPod，舊金山灣區捷運系統官方網站提供之 alternative predating (map only)
- Widget
  - BART widget （页面存档备份，存于），自助行程計畫小工具（for Mac OS X Dashboard）
  - BARTsmart Another BART Widget （页面存档备份，存于），可提供即時班次時間表及訊息
- 舊金山灣區捷運系統車站位置 （页面存档备份，存于） Google Earth
- 更多關於舊金山灣區捷運系統的資訊（SF City Scape.com）

Template:三藩市